# 伊夫尼湖鱒
伊夫尼湖鱒，為輻鰭魚綱鮭形目鮭科的一種，為溫帶淡水魚，被IUCN列為易危保育類動物，分佈於非洲摩洛哥伊夫尼湖流域，體長可達18公分，以小型無脊椎動物、藻類為食，生活習性不明。